# Elachorbis
Elachorbis is een geslacht van weekdieren uit de klasse van de Gastropoda (slakken).

## Soorten
- Elachorbis albolapis Laws, 1930 †
- Elachorbis diaphana Finlay, 1924
- Elachorbis subedomita Laws, 1936 †
- Elachorbis subtatei (Suter, 1907)
- Elachorbis tatei (Angas, 1878)
- Elachorbis unicarina Laws, 1940 †